# Sportszakember
A sportszakember gyűjtőfogalom, amelyet Magyarországon a sporttörvény (2004. évi I. törvény) 77. § p) pontja határoz meg. Ezek szerint sportszakember az a természetes személy, aki a KSH elnökének a Foglalkozások Egységes Osztályozási Rendszeréről (FEOR) szóló 7/2010. (IV. 23.) KSH közleménye szerinti sport-foglalkozást folytat, vagy a sportszervezettel, sportszövetséggel munkaviszonyban vagy polgári jogi jogviszonyban sporttevékenységgel kapcsolatban közvetlenül vagy közvetetten feladatot lát el.
Sportszakembernek minősül továbbá a sportszervezet és a sportszövetség ügyintéző és képviseleti szervének vezetője. Sportszakember különösen a versenyző felkészítését végző vagy azzal kapcsolatba hozható edző, a csapatvezető, a mérkőzésvezető, a versenybíró, a sportegészségügyi szakember (pl. sportorvos, sportpszichológus, gyúró, masszőr). Az egyes sportszövetségek  szabályzatukban határozzák meg, hogy az adott sportágban kik minősülnek – ezen túl – sportszakembernek.

## Története
A sportszakember fogalma már a 19. század végén megjelent az újságokban. Abban az időben sportszakembernek neveztek mindenkit, aki valamely sportágról részletesebb ismeretekkel rendelkezett. Ezeket a bővebb ismereteiket általában külföldi útjuk során szerezték. Később saját gyakorlati tapasztalataik alapján bizonyították szakember voltukat. Az edzőképzés beindulásával, az 1920-as években indult először a sportszakemberek hivatalos képzése. 1925-ben nyitotta meg kapuit a Magyar Királyi Testnevelési Főiskola.
A 20. század első éveiben sportszakembernek neveztek mindenkit, aki a sporttal behatóbban foglalkozott, akár fizetésért, akár ingyenesen. A fizetett edzők mellett megjelentek a sporttal foglalkozó fizetett hivatalnokok az egyes sportági szövetségekben. A nagy gazdasági világválság következményeként e tisztviselők létszámát már csökkenteni kellett, illetve a megmaradó szakemberek is csökkentett fizetésért dolgoztak.
A sport a második világháborút követően a szocialista kormányok alatt került állami irányítás alá. Ennek következtében a sportszakemberek döntő többsége is állami alkalmazott lett. A sportszakemberek szervezete, amely hivatott volt a magyar testnevelés és sport legfontosabb elvi és gyakorlati kérdéseinek eldöntésére, a Magyar Testnevelési és Sport Tanács, majd az 1964-ben megalakult Magyar Testnevelési és Sportszövetség volt. 1973-ban jött létre az Országos Testnevelési és Sporthivatal, mint irányító szerv, amelynek feladata volt a sportszakemberek képzésének és továbbképzésének elősegítése.
A kormányzati struktúrában a képzettség tekintetében is testnevelési —sportszakemberek a köznevelés-irányítás középszintjén jelentek meg, munkájuk elsősorban irányítással volt kapcsolatos, kutatási feladatokkal ugyancsak a vezetés szintjén (kutatási feladatok kijelölése, javaslattétel stb.) foglalkoztak.

## Sportszakemberképzés
Az 1925-ben alapított Magyar Királyi Testnevelési Főiskola bocsátotta ki az első sportszakembereket, a testnevelő tanárokat, akiknek akkoriban az elsődleges feladatuk a pedagógiai nevelés volt. A legmagasabb szintű kifejezetten a testneveléssel és a sporttal összefüggő sportszakember képzés azóta is a Testnevelési Egyetemen folyik, ahol középiskolai testnevelő tanár diplomát kaphatnak a hallgatók. Ilyen jellegű képzés folyik újabban a  Pécsi Tudományegyetem Testnevelési és Sporttudományi Karán is. Az okleveles testnevelő tanári diploma évtizedeken át mind az iskolán belül folyó testnevelés, az egyesületekben, élsport jelleggel végzett versenysport, mind a sportirányítás és szervezés különböző színterein folyó munka betöltésére egyaránt feljogosított.
Az erős specializáció az oktatás és a szakemberképzés irányában is követelményeket támasztott. A folyamat eredményeként megjelent a szakirányú ismeretekkel felvértezett sportszakember. Ma már elválik a testnevelő tanári és a sportszakemberi professzió. A testnevelő tanár kötelező jellegű, szervezett képzést irányít, és egy jóváhagyott pedagógiai programot valósít meg, miközben döntően gyerekekkel foglalkozik, és munkája központjában az oktatás-nevelés, a személyiség fejlesztése áll, miközben több sportággal is megismerteti a diákjait. A sportszakember döntően önkéntes szerveződést irányít, és egy társadalmi egyesülés (sportegyesület) szerződtetettjeként megrendelést elégít ki, amelynek során nagy szabadságot élvez a szakmai program összeállításában és megvalósításában. Munkája során egyetlen sportággal és nagyobbrészt felnőttekkel foglalkozik, és kiemelt követelmény a teljesítmény-orientáció.
Ma már sportszakembernek tekinthető a sportközgazdász képzést elvégző hallgató is, aki nem kifejezetten sporttal, mint fizikai mozgásformával, hanem annak gazdasági irányításával összefüggő master (MSc) fokozatot szerezhet, okleveles sportközgazdász végzettséghez juthat. Ilyen képzés 2017 óta a Budapesti Corvinus Egyetemen és a Debreceni Egyetemen indul.
A sporttal összefüggő jogi problémák megoldására alkalmas szakembereket képeznek a jogi szakokleveles sportszakember szakon, amelyre valamely korábbi felsőfokú intézményben alapképzési szakon szerzett oklevéllel lehet jelentkezni. A képzés 3 éves. Ez a képzés a Pázmány Péter Katolikus Egyetem Jog- és Államtudományi Karán érhető el.
Sportáganként van lehetőség OKJ-s sportedző, sportoktató és sportszervező menedzser képzettséget adó államilag elismert emelt szintű, illetve alsó középfokú részszakképzést nyújtó sportszakember képzésen való részvételre. 2018-ban 53 sportágban indítottak ilyen képzést.

## Jogállása
A sportszakember jogállását a sporttörvény (2004. évi I. törvény) 11A. §-a határozza meg.